# Yahoo! Groups

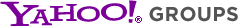
Antic logotip de Yahoo! Groups, utilitzat des de 2009 fins a 2013.

Yahoo! Groups era una de les col·leccions de fòrums de discussió en línia més grans del món. El terme es refereix a grups d'Internet de comunicació, que és un híbrid entre una llista de correu electrònic i un fòrum d'Internet en rosca, en altres paraules, els missatges de grup poden ser llegits i enviats per correu electrònic o a la pàgina web del grup com un fòrum d'Internet. A més, els membres poden triar si reben correus electrònics individuals, diaris individuals o de lliurament especial, o simplement llegir les publicacions del grup al lloc web del grup. Es poden crear grups amb accés públic o només per a membres. Alguns grups són senzillament taulers d'anuncis d'anunci, als quals només poden publicar els moderadors del Grup, mentre que altres són fòrums de discussió.
No és necessari de registrar amb Yahoo! per tal de participar a Yahoo! Groups. La funcionalitat de llista de publitramesa bàsica és disponible a qualsevol adreça de correu electrònic, però a Yahoo! l'ID és requerit per accedir més altres característiques.

## Les característiques oferides per Yahoo! Groups
Així com proporcionant correu electrònic que retransmeten i arxiven facilitats pels molts grups amfitrions, el Yahoo! Groups service proporciona característiques addicionals per cada lloc de web del grup, com una pàgina d'inici, un arxiu de missatges, enquestes, anuncis de calendari, arxius, fotos, funcions de base de dades, i marcadors.
Cada grup nou creat a Yahoo! Groups permet al creador (propietari de grup) per tenir moltes presentacions subjectats al grup.
Alguns de les característiques poden ser seleccionades per "off", moderador, membres, públic. Aquí és la llista completa de característiques de grup possible:
- Membres de grup
  - Missatges: Correu via web o correu electrònic per agrupar. Cap editar la funció exceptua elimina.
  - Àlbum de fotos (100 GB): organitzat en estructura d'àlbum / miniatura.
  - Emmagatzematge d'arxiu (100 MB): Capaç d'emmagatzemar qualsevol format d'arxiu.
  - Directori d'enllaç: opcions per carpetes, etiquetes de text per cada enllaç.
  - Enquesta: els membres poden crear enquestesd'elecció múltiple, incloent diverses opcions per pantalla d'ID.
  - Base de dades: Fins a deu taules, cadascun amb fins a mil files i fins a deu columnes.
  - Llista de membre: Desplaçament de perfils de membres registrats, i proporcionen el bàsic de la informació.
  - Calendari: Planificant sistema per clubs amb esdeveniments regulars.
  - Promou: caixa d'HTML per pantalla de pàgina web (per unir un grup).
- Administració (propietaris o directors que poden fer aprovació de correu)
  - Convida: per convidar més membres per correu electrònic.
  - Administració de membres (aprova membres nous, eliminar membres).
  - Administració de missatges (aprova missatges nous, eliminar missatges).
  - Opcions: Editar la pàgina d'inici del grup, text de pantalla, etc.
  - Aprovació de correu: és possible de canviar de moderació estricta si vol requerir.
  - Administració d'eines del web: les opcions són off, públic, membres, administradors.

L'any 2006, Yahoo! va interrompre la funció de xat a Yahoo! Groups L'1 de febrer de 2011 a Yahoo! els grups van llançar una versió beta del grup de xat.